# Krupa (Hutovo blato)
Krupa je rijeka u Bosni i Hercegovini.
Od sustava rijeke Krupe nastalo je Hutovo blato u tipičnom krškom ambijentu. Rijeka Krupa i nema svoj izvor nego ističe iz Deranskog jezera, jednog od nekoliko većih jezera ovog područja. Ova rijeka je jedinstvena po osobini da teče u oba smjera (nizvodno i uzvodno). Naime, kada se poveća vodostaj Neretve ta rijeka potisne Krupu prema izvorištu (Deranskom jezeru). Duga je 9 kilometara, a prosječna dubina iznosi 5 metara.